# Pista ciclabile del Mincio
La pista ciclabile del Mincio (o ciclovia Mantova-Peschiera) è una pista ciclabile di 43,5 km che transita lungo le alzaie del fiume Mincio, tra i comuni di Peschiera del Garda (VR) e Mantova.

## Descrizione
Si tratta di una pista ciclabile bidirezionale con un modesto dislivello. Completata nel 2006 e interamente asfaltata, ripercorre uno dei lati del famoso quadrilatero fortificato dalle autorità dell'Impero Austro-Ungarico realizzato nella prima metà del 1800.
La partenza, se si segue il tragitto nord-sud, è presso il viadotto ferroviario di Peschiera del Garda. 
La pista inizia sul lato destro del Mincio, passando nel lato sinistro all'altezza del paese di Monzambano, presso la diga di Salionze.

Poco dopo si arriva a scorgere il castello scaligero di Valeggio sul Mincio e poi si raggiunge Borghetto, borgo caratteristico per i molti mulini ad acqua e per le rovine del ponte visconteo. Da qui si prosegue, costeggiando sempre il Mincio, fino a Pozzolo, dove possiamo trovare una variante per Volta Mantovana.

Ora la pista inizia a discostarsi dal fiume, proseguendo lungo i canali della pianura mantovana.

Dopo circa 20 km si giunge alla città di Mantova. Qui si trova la stazione ferroviaria, ma è consigliabile proseguire sulla stradina ciclopedonale, che corre lungo il lago di Mezzo, fino a raggiungere il castello di Mantova.

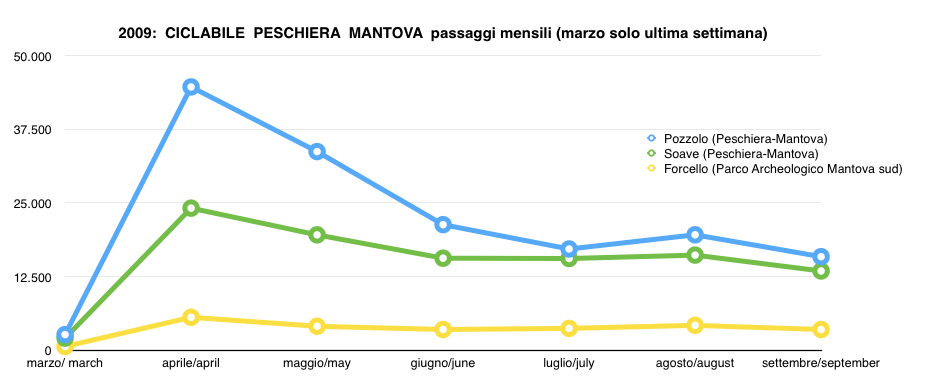

L'intera pista è ben segnalata e con diversi punti di appoggio. È inoltre molto frequentata, soprattutto in primavera.

## Galleria d'immagini

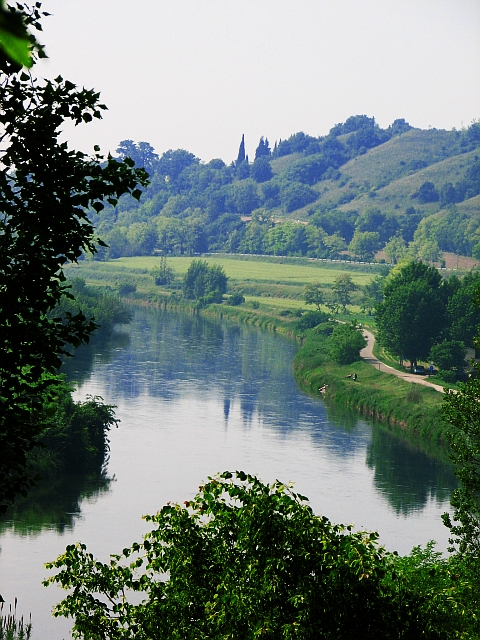
Il fiume Mincio a Valeggio
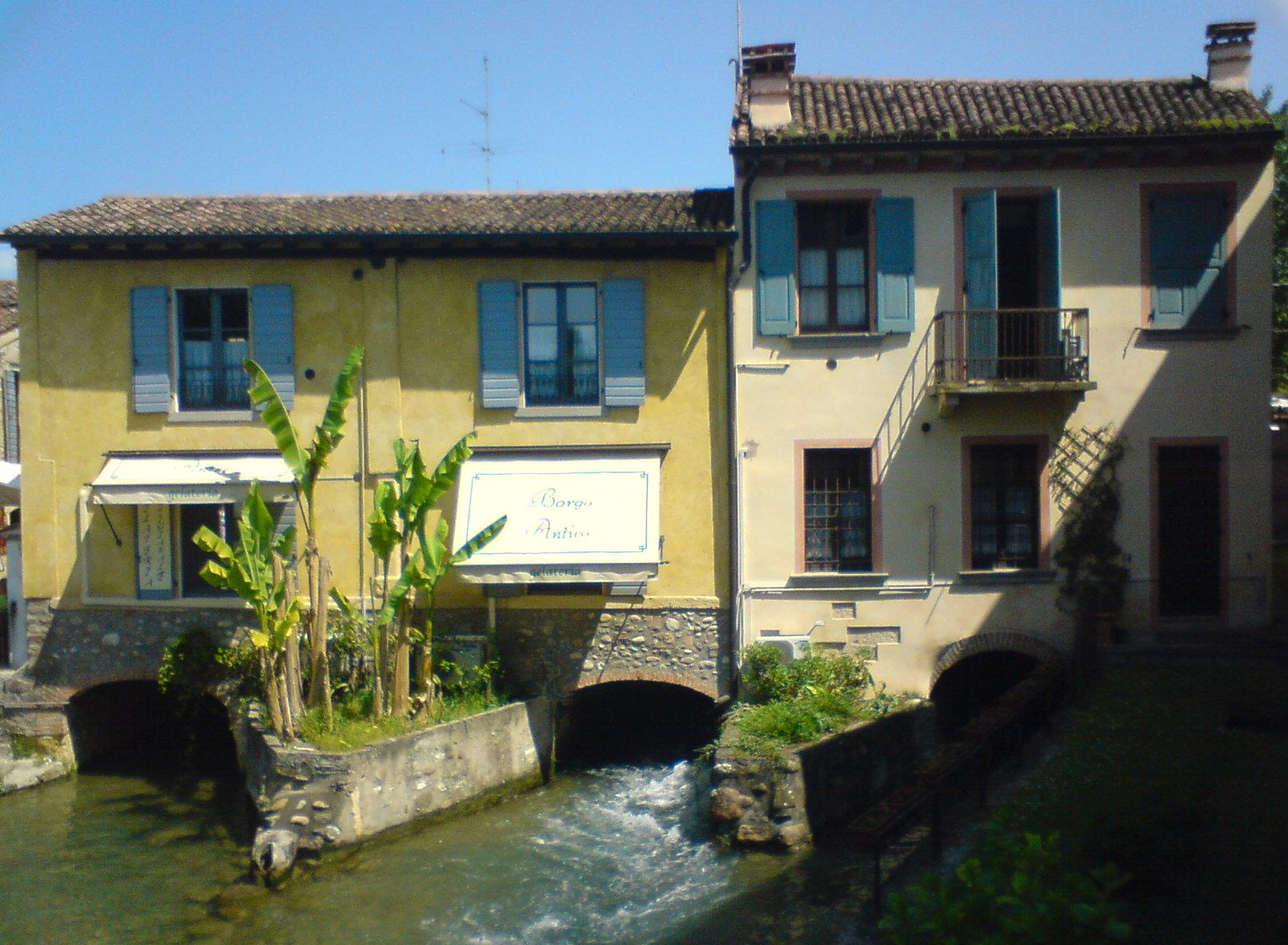
I mulini di Borghetto
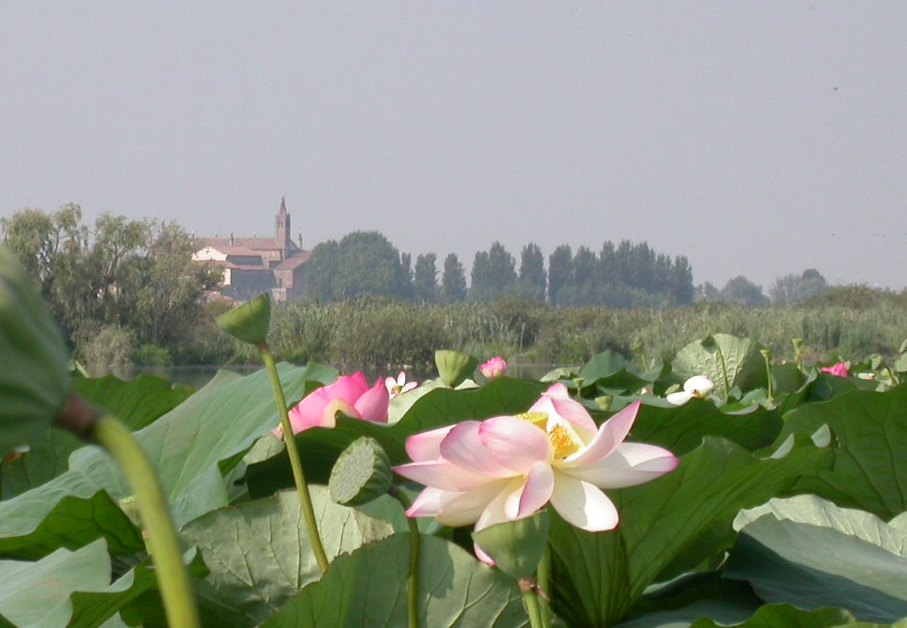
Fiori di loto sul lago Superiore di Mantova
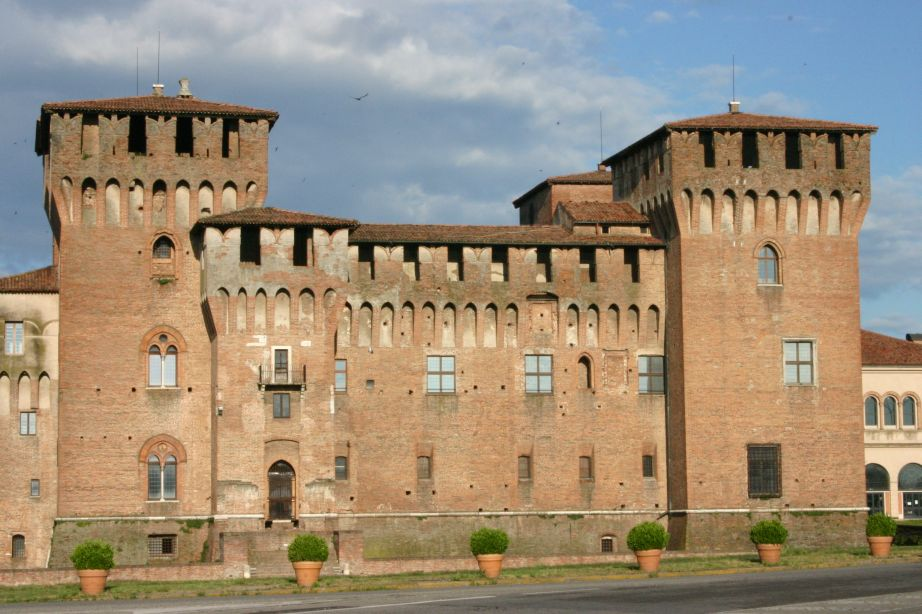
Il castello di Mantova